# Juan Esquivel de Barahona
Juan Esquivel (de) Barahona (Ciudad Rodrigo, c. 1560-Ciudad Rodrigo, c. 1624) fue un compositor y maestro de capilla español.

## Biografía
Nació hacia 1560 en Ciudad Rodrigo e ingresó como mozo del coro en la catedral de la ciudad el 22 de octubre de 1568, donde estudió música con los maestros Diego Bujel II, Pedro Zuñeda y Juan Navarro. Complementó sus estudios musicales de canto llano, canto de órgano, contrapunto y probablemente órgano con el organista Antonio Valderas, con las letras (Humanidades y Latín) en la escuela catedralicia.
En 1580 se recogen noticias de Esquivel en Madrid y poco después fue recibido como maestro de capilla en la Catedral de Oviedo, donde permaneció entre 1581 a 1585. La consecución del cargo no fue sencilla, ya que hubo una polémica con el maestro Alonso Puro procedente de Zamora, que había sido contratado directamente por un canónigo de la catedral para el cargo. Tras unas oposiciones que ganó Puro y un pleito que duró cuatro meses, finalmente consiguió el cargo.
A mediados de noviembre de 1585 se presentó a las oposiciones al magisterio de la Catedral de Calahorra, que ganó frente a los maestros de Pamplona, Bilbao y el de Palacio de Logroño. Durante su magisterio de Calahorra, fue enviado a Ávila para convencer al organista Alonso Gómez de que fuese a la catedral calagurritana. En Ávila conoció al maestro Sebastián de Vivanco, con quien mantuvo un estrecho contacto posteriormente, cuando Vivanco era maestro en Salamanca.
A partir de abril de 1591 se encuentran registros de su actividad en la Catedral de Ciudad Rodrigo como maestro de capilla, donde permaneció hasta su muerte en algún momento de la tercera década del siglo XVII. Tuvo ofrecimientos para ocupar los magisterios de Burgos y Salamanca, pero no llegó a interesarse por las plazas.

## Obra
Esquivel fue uno de los más prolíficos, y también uno de los mejores compositores españoles de su tiempo; sus motetes se comparan con los de Tomás de Victoria en los mismos textos. La primera de sus publicaciones, Missarum ... liber primus (1608), incluye tres misas basadas en motetes de Francisco Guerrero y una batalla a seis voces basada en La bataille de Janequin. Dos de las misas a cuatro voces en su 1613 Liber secundus son parodias: una sobre el motete de Guerrero Casi cedrus y la otra sobre el motete de Rodrigo de Ceballos, Hortus conclusus. Esquivel combina técnicas antiguas como el cantus firmus ostinatos y la construcción canónica con los procedimientos más nuevos, característicos de la generación de Alonso Lobo: armonía coloreada por el uso de accidentes, imitación combinada en movimiento directo o contrario, clímax en un alto registro de textos particularmente conmovedores, pausas dramáticas y contrastes de textura. Sus obras fueron ampliamente utilizadas en España y Portugal a lo largo del siglo XVII y llegaron a México antes de 1610.

## Publicaciones
- Motecta festorum et dominicarum cum communi sanctorum, IV, V, VI, et VIII vocibus concinnanda (Salamanca, Artus Tabernielis, 1608)
- Missarum Ioannis Esquivelis in alma ecclesia Civitatensi portionarii, et cantorum praefecti, liber primus superiorum permissu, Salmanticæ, ex officina typographica Arti Taberniel Antverpiani, anno a Christo nato M.DC.VIII (Salamanca: Artus Tabernielis, 1608)
- Ioannis, Esquivel, Civitatensis, et eiusdem sanctæ ecclesiæ portionarii, psalmorum, hymnorum, magnificarum et B. Mariæ quatuor antiphonarum de tempore, necnon et missarum tomus secundus (Salamanca: Francisco de Cea Tesa, 1613)
- Libro perdido de himnos, motetes, artículos de falsobordone y piezas para instrumentos (Salamanca, 1623)